# Roncus stankokaramani
Roncus stankokaramani är en spindeldjursart som beskrevs av Bozidar P.M. Curcic och Dimitrijevic 200. Roncus stankokaramani ingår i släktet Roncus och familjen helplåtklokrypare. Inga underarter finns listade i Catalogue of Life.